# Парламентские выборы в Эстонии (1932)
Выборы в V Рийгикогу были проведены 21-23 мая 1932 год.

## Предыстория
До начала парламентских выборов на эстонском политическом ландшафте произошли некоторые изменения. Ряд политических партий решил объединиться между собой, что бы улучшить результаты на предстоящих выборах. Так был образован Союз поселенцев и мелких сельских земледельцев из Крестьянского собрания и партии Поселенцев, под руководством Константина Пятса. С другой стороны появилась Национальная Центристская партия, которая являлась объединением Эстонской народной партии, Эстонской партии труда, Христианской народной партии и Союза домовладельцев. Лидером новой партии стал Яан Тыниссон.

## Результаты
| Партия                                              | Идеология                           | Голоса  | %    | Места | +/–   |
| --------------------------------------------------- | ----------------------------------- | ------- | ---- | ----- | ----- |
| Союз поселенцев и мелких сельских земледельцев      | Аграрианизм, консерватизм           | 199,035 | 39.8 | 42    | +4    |
| Национальная Центристская партия                    | Центризм, консерватизм, национализм | 110,662 | 22.1 | 23    | –3    |
| Эстонская социалистическая рабочая партия           | Социал-демократия                   | 104,835 | 20.9 | 22    | –3    |
| Левые рабочие                                       | Коммунизм                           | 25,966  | 5.2  | 5     | –1    |
| Русские партии                                      | Интересы меньшинств                 | 25,246  | 5.0  | 5     | +3    |
| Немецко-Шведский блок                               | Интересы меньшинств                 | 15,527  | 1.9  | 3     | 0     |
| Национальный союз труда                             | Левые                               | 9,597   | 1.9  | 0     | Новая |
| Социалистические рабочие и крестьяне–Русская партия | Левые                               | 5,191   | 1.0  | 0     | Новая |
| Ассоциация фермеров                                 | Аграрианизм                         | 4,453   | 0.9  | 0     | Новая |
| Недействительные голоса                             | –                                   | 3,388   | –    | –     | –     |
| Всего                                               | –                                   | 503,900 | 100  | 100   | 0     |
| Явка                                                | –                                   | 747,528 | 67.4 | –     | –     |
| Source: Nohlen & Stöver                             |                                     |         |      |       |       |